# Logic Express
Logic Express（ロジック・エクスプレス）とはAppleによって開発・製造及び販売されている、Mac OS X上で動作するMIDIシーケンサ及びデジタルオーディオワークステーションの機能を持つ音楽制作ソフト、Logic Proの廉価版であり、2004年1月15日に発表され、2004年3月に発売された。
2011年12月に上位版のLogic Pro 9がExpressよりも低価格でMac App Storeから販売されるようになり、Expressのパッケージ販売は終了した。

## 主な機能削減部分
Logic ProとExpressはほとんど同じインターフェースで、機能面的にも大幅に目立った違いは無いものの、いくつかの機能が削減されている。例えば、Logic Proの場合はマルチチャンネルのサラウンド音声を編集する機能があるが、Logic Expressでは2チャンネルのステレオ音声のみの編集機能となっている。

## 参考資料
- Apple Proトレーニングシリーズ　Logic Pro 9 and Logic Express 9[5] ISBN 9780132089326を一部参照